# Rue de la Légion-d'Honneur
Pour l’article homonyme, voir Rue de la Légion-d'Honneur (Saint-Denis).
La rue de la Légion-d'Honneur est une voie du 7e arrondissement de Paris, en France.

## Situation et accès
Longue de 85 mètres, elle débute quai Valéry-Giscard-d'Estaing et place Henry-de-Montherlant et se termine rue de Lille. Elle donne accès à la passerelle Léopold-Sédar-Senghor, à la promenade Édouard-Glissant et au Musée d'Orsay.

## Origine du nom
Elle porte le nom de l'Ordre national hiérarchisé créé par Bonaparte en 1802 pour récompenser les services civils et militaires, la Légion d'honneur.

## Historique
Cette rue, ouverte au commencement du XVIIIe siècle, était précédemment une partie de la rue de Bellechasse qui a pris la dénomination de « rue de la Légion-d'Honneur » par un arrêté municipal du 29 juillet 1997.

## Bâtiments remarquables et lieux de mémoire

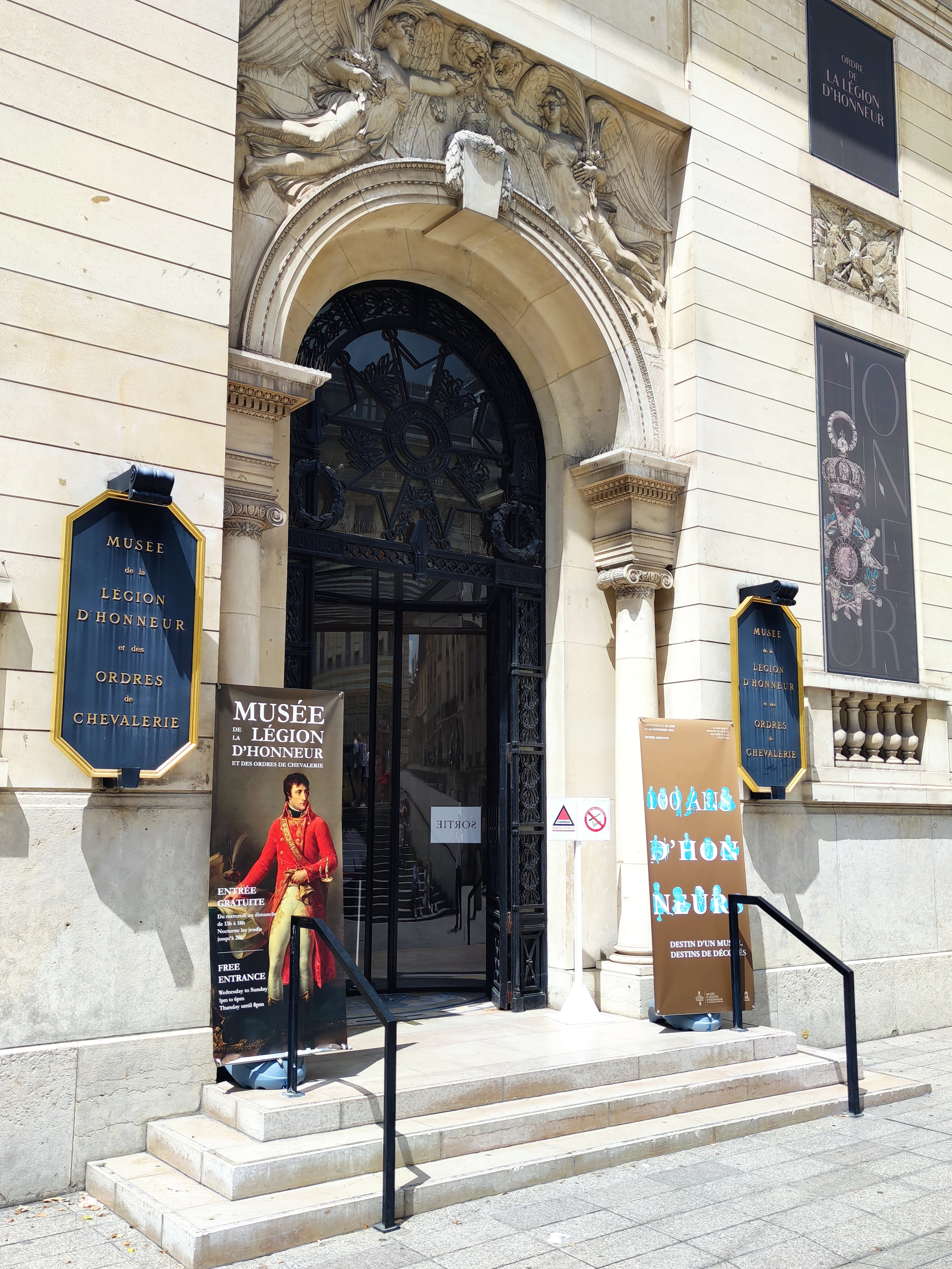
No 2 : entrée du musée de la Légion d’honneur.

- No 2 : musée de la Légion d'honneur[1].